# Philippe Fusellier
 (mars 2017).
Si vous disposez d'ouvrages ou d'articles de référence ou si vous connaissez des sites web de qualité traitant du thème abordé ici, merci de compléter l'article en donnant les références utiles à sa vérifiabilité et en les liant à la section « Notes et références ».
Philippe Fusellier (né en 1954) est un auteur et réalisateur français.

## Filmographie
1978-1981
- Villages oubliés (52 min, documentaire) : La situation dans les villages lépreux du Nord-Est thaïlandais autour de Viryanuchon une mission-école pour les enfants de lépreux. Prise de vues et réalisation. Médiane Films

1989
- Cherchez la France (10 numéros, magazines) : Portraits de villes diffusés sur France 3 dans une émission présentée par Pierre Bonte et Vincent Perrot : Montceau-les-Mines, Mâcon, Paray-le-Monial, Arcachon, Biarritz, Auvers-sur-Oise, Saint-Jean-de-Luz, Conques, Vienne, Villefranche-de-Rouergue.
- Paris Berlin, Berlin Paris (52 min, documentaire) : Parisiens et Berlinois, dix jeunes immigrés de la 2e génération se rencontrent à Paris, puis à Berlin, avant et après la chute du Mur. Diffusion satellite Olympus-Vidéothèque de Paris.

1989-1995
- Réalisation de nombreuses émissions (direct, reportages, enregistrements musicaux) en collaboration avec France 3 Rennes, Nancy, Dijon

1995
- 30, passage Charles-Dallery (52 min) : Des expropriés nous font revivre leur îlot du XIe arrondissement de Paris avant sa destruction.

1996
- Martin de Tours (52 min et 26 min) : 1 600 ans après sa mort, la vie et le rayonnement de saint Martin vus au travers de son itinéraire entre Pannonie, Italie, France, Allemagne et son importante iconographie. Planète-Câble, France 2, CFRT, TGA.

1997
- Jeunes Chrétiens du Liban (26 min) : Trois jeunes chrétiens libanais expriment leurs espoirs dans un pays nouvellement en paix mais toujours occupé par les troupes syriennes. France 2, CFRT
- Il était une fois par Clémentine Célarié : Clémentine Célarié fait vivre dix contes originaux de Tahar Ben Jelloun, Philippe Delerm, Jacques Meunier, Didier Daeninckx, Jean-Bernard Pouy, Denis Tillinac, Marie Rouanet, Tonino Benacquista, Daniel Picouly, Jacob Dellacqua. La 5e

1998
- Abondance, les défis d'une vallée (26 min) : Face à un tourisme envahissant, des agriculteurs réagissent pour conserver leur activité. France 2, CFRT

1999
- Sur la route des baptistères (26 min) : De Marseille à Genève, les baptistères gardent la mémoire des premiers chrétiens. France 2, CFRT

2001
- Guyane : missions sur le Maroni (26 min) : Fleuve mythique séparant la Guyane du Suriname, le fleuve Maroni accueille sur ses rives les différentes communautés vivant en Guyane : les Amérindiens premiers habitants du pays, les Créoles, les Bushinengues, anciens esclaves ayant fui leur condition, les Hmongs venant du Laos, les Surinamais ayant quitté la guerre civile de leur pays. France 2, CFRT, RFO
- Sur les pas de saint Paul : la révélation (26 min) : Citoyen romain, d’origine juive et de culture hellénistique, Paul de Tarse est ce pharisien zélé qui, après avoir persécuté les chrétiens, deviendra l’un des piliers du christianisme. France 2, CFRT

2002
- Québec, une église en hiver (26 min) : La situation de la communauté chrétienne au Québec, cette région où tout passait par le religieux jusqu’à sa « Révolution tranquille » qui a tout renié en bloc. Aujourd’hui les communautés ont pris un nouveau départ avec plus de place pour les laïcs et, aux femmes en particulier. France 2, CFRT
- Katekita, en Polynésie française (26 min) : Aussi vaste que l’Europe la Polynésie française a des îles ou des atolls qui ne voient débarquer un prêtre qu’une fois par an. L’évêché de Papeete forme chaque année dans les écoles de la foi des « Katekita » des laïcs qui, dans chaque paroisse isolée pourront remplacer les prêtres absents. France 2, CFRT, RFO
- Une église en Chine (26 min) : La révolution communiste chinoise a longtemps interdit toute forme de religions. Depuis 1989 le gouvernement chinois a autorisé à nouveau l’exercice du culte. Les Catholiques chinois qui ont été coupés de leurs racines pendant 50 ans ont vu apparaître deux courants qui se différenciaient sur leur reconnaissance ou non de l’autorité communiste. Tourné sans autorisations pour permettre une parole plus libre, notre tournage à deux DV nous a mis à l’écoute des religieux de différentes générations dans 4 grands diocèses chinois. France 2, CFRT

2003
- Mam Daabo, ou Tant pis pour les orages (40 min, fiction, diffusion scolaire) : Conseiller à la réalisation bénévole pour le tournage d’une fiction au Burkina Faso. Sur un scénario coécrit par des élèves d’un lycée français d’Évry et d’un lycée burkinabais de Saponé, le tournage était assuré par les élèves eux-mêmes.
- Saint Charbel, un saint du Liban (26 min) : Issu d’une famille de paysans maronites le jeune Youssef Maklouf a 23 ans lorsqu’il quitte sa famille et son village du Nord Liban qu’il ne reverra plus jamais. Il choisit d’entrer au couvent pour être moine. Il passe toute sa vie de religieux au couvent d’Annaya dans une vie d’humilité et d’ascétisme et d’obéissance. À sa mort son supérieur mentionnera avec prémonition que s’il ne dirait pas grand-chose de sa vie, ce qu’il ferait après sa mort expliquerait ce qu’il était vraiment. Depuis son décès en 1897 jusqu’à aujourd’hui, il ne cesse de faire parler de lui. France 2, CFRT

2004
- Saint Nicolas, évêque de Myrrhe (26 min) : Personnage très populaire de nos jours, saint Nicolas fut évêque de Myre, ou Demre dans l’actuelle Turquie. Sa vie exemplaire et les hauts faits qu’on lui attribue en ont fait le patron des enfants et, par extension, il est habituel de le confondre avec le Père Noël. France 2, CFRT
- Une ordination épiscopale dans la Caraïbe (26 min) : Après avoir été longtemps le curé de la cathédrale de Fort-de-France, le père Méranville en devient l’archevêque. Sa charge s’étend, non seulement sur le diocèse de la Martinique, mais sur ceux de la Guadeloupe et de la Guyane. RFO, CFRT
- A l’Est, du nouveau ? (2 x 13 min, reportages) : L'ouverture de l’Union européenne à dix nouveaux pays en mai 2004 est d’abord évoquée sous les aspects, économique, social, politique mais qu’en est-il du religieux ? Trois pays sont observés sous cet angle, la Pologne la Hongrie et l’Estonie. Réalisation du plateau et des reportages sur la Pologne et sur la Hongrie. France 2, CFRT
- Nous, les Indo-Guadeloupéens (26 min) : Déplacés d’Inde, il y a 150 ans, pour remplacer dans les champs de canne à sucre les esclaves nouvellement libérés, les travailleurs Indiens sont devenus une composante importante de la Guadeloupe. France 2, CFRT, RFO

2005
- Pour tout l’or du monde (26 min) : Attirés par un niveau de vie plus élevé, des Brésiliens traversent le fleuve Oyapock pour tenter leur chance en Guyane française. Accédant ainsi à ce petit bout d’Europe en Amérique du Sud, leur vie d’illégaux les conduit souvent à des situations très difficiles. France 2, CFRT, RFO
- De l’Outre-Mer, ils sont venus l’adorer (52 min) : A l’occasion des premières JMJ du pape Benoît XVI des jeunes catholiques venus des neuf diocèses d’outre-mer se retrouvent à Cologne pour partager leur foi avec un million de jeunes venus du monde entier. RFO, CFRT

2006
- Envoyés ensemble en prison (26 min) : En France, les détenus ont la possibilité de rencontrer un aumônier. Celui-ci peut disposer de la clef et entrer dans les cellules de ceux qui le souhaitent. Dans ce monde de solitude, de silence, pour des durées de peine plus ou moins longues la présence régulière de ces hommes, femmes religieux ou laïcs permet à chacun, quelle que soit la gravité de son délit de conserver l’espoir qu’il reste un être humain. France 2, CFRT
- Bèlè légliz (26 min) : La Martinique avait longtemps gardé enfouies des formes d’expression très anciennes issues de sa longue période d’esclavage. L’influence de la société blanche avait réussi à faire mettre de côté la langue créole, et la musique traditionnelle le bèlè. Quelques audacieux osent depuis peu redonner vie à ces éléments culturels, pour les réinstaller jusque dans les églises. France2 CFRT RFO

2007
- Daniel Ange, ermite et missionnaire (52 min) : Portrait sous forme d’entretiens, d’un prêtre aux multiples expériences religieuses, moine, ermite, missionnaire et créateur d’une école d’évangélisation. KTO, CFRT
- Sociétés au Pays de la Boule de fort : Ces sociétés de boule de fort, jadis réservées aux hommes, accueillent aujourd’hui tous les passionnés autour de ce jeu original, en des lieux méconnus, pour des rencontres amicales où se mêlent la passion du jeu, et les discussions animées.
- Retour en Fanfare au Togo : Après 20 ans passés à travailler en Europe ce luthier Togolais cherche à revenir au pays pour y développer son activité. Un voyage de prospection le renseigne sur la dure réalité économique de son pays mais aussi sur la survivance des fanfares dans les villages de son enfance.

2008
- Les Jeunes d’Outre-Mer aux JMJ de Sydney (52 min) : Venus des différents diocèses d’Outre-Mer des jeunes se retrouvent à Sydney pour répondre à l’appel du Pape à l'occasion des 23e journées Mondiales de la Jeunesse. RFO, CFRT
- Emmanuel Lafont, l’évêque missionnaire (52 min) : Portrait sous forme d’entretiens. L’évêque de Guyane se confie sur son parcours spirituel et ses différentes implications entre évangélisation et engagement social. RFO, CFRT
- Emmanuel Lafont, un évêque sur le Maroni (26 min) : Ordonné évêque de Cayenne en 2004, Emmanuel Lafont ne néglige pas d’aller sur le terrain à la rencontre des différents peuples de son diocèse de Guyane. On le suit sur le fleuve Maroni. France 2, CFRT

2009
- Être Antillais à Paris (52 min) : Une famille antillaise dans toutes ses activités, professionnelles, sociales, sportives, religieuses et citoyennes. CFRT, RFO
- Gustave Martelet, la foi chrétienne au corps à corps (52 min) : Portrait sous forme d’entretien de l'une des figures les plus importantes de la pensée catholique actuelle. Jésuite, le père Martelet fut longtemps professeur de théologie à l'université grégorienne à Rome et à la faculté jésuite de Paris. Disciple du père Teilhard de Chardin il est auteur de nombreux ouvrages. KTO, Cinétévé, CFRT

2010
- Thérèse Lebrun, l’Utopie en Actes[1],[2] (52 min) : Portrait sous la forme d'entretien de la première femme recteur-président d’une université catholique à Lille. KTO, CFRT, TGA
- Pierre-Marie Delfieux, Prier au cœur des villes (52 min) : Portrait sous forme d’entretien du fondateur des Fraternités monastiques de Jérusalem, une communauté de moines et de moniales, vivant au cœur des foules. KTO, CFRT, Zoulou Cie

2011
- Les Marquisiens en route vers Madrid (26 min) RFO/CFRT
- La Réunion dans la ferveur des JMJ de Madrid (26 min) RFO/CFRT
- Journée Mondiale du Migrant et du Réfugié (7 min) SNPMRI

2013
- Une Nouvelle Mission[3] (52 min) : Avant d’aller aux JMJ de Rio, les jeunes de Paris, Lyon et Évreux séjournent une semaine en Guyane française, voisin du Brésil. Après une semaine intense entre Métropolitains et Guyanais pourtant soumis à de graves mises à l’épreuve, ils vont à Rio à la rencontre du Pape François. Depuis 1987 les JMJ sont des expériences uniques pour les jeunes mais pour ceux qui les ont vécues à Cayenne et à Rio, elles seront inoubliables. KTO

2014
- Sainte-Thérèse en Haute-Vallée (52 min) : Alors que les églises de France continuent à perdre leur vitalité, l’arrivée d’un nouveau prêtre vient révolutionner les 7 clochers d’une paroisse-relais en Anjou. Son charisme et sa foi sans faille font revenir en nombre les fidèles qui avaient déserté leur paroisse et où désormais ils s’impliquent en y prenant des responsabilités. KTO

2016
- Le Séminaire des Barbelés (52 min) : En 1945, alors qu’un million de combattants de la Wehrmacht sont enfermés dans des camps de prisonniers de guerre en France, les autorités militaires et religieuses décident de rassembler tous les séminaristes allemands pour les regrouper dans un camp unique afin qu’ils reprennent leurs études théologiques. Des témoins de l'époque revivent leur expérience analysée par des historiens. France Télévisions / Histoire